# Bea Malecki
Bea Anneli Malecki, född 23 augusti 1991, är en svensk thaiboxnings- och MMA-utövare. Hon har vunnit världsmästerskapen i Muay Thai, men tävlar numera i MMA i organisationen UFC.

## Karriär

### Thaiboxning
Maleckis första kampsport var thaiboxning. Hon tränade och tävlade thaiboxning 2012-2017. En sport hon vann stora framgångar inom. Hon har vunnit VM, EM och är tvåfaldig svensk mästare.

### Grappling
För att bli en mer komplett fighter har Malecki även tränat och tävlat i grappling. Bland annat har hon blivit skandinavisk mästare i nogi.

### MMA
Första matchen sedan UFC plockat upp henne, efter hennes medverkan i TUF, gick mot brasilianskan Duda Santana. En match Malecki vann via submission.
Sin andra match i UFC gick hon mot venezuelanskan Veronica Macedo vid UFC Fight Night: Lee vs. Oliveira. På grund av coronavirusutbrottet var större folksamlingar förbjudna vid den tidpunkten i Brasilia och hela galan utspelade sig inför tomma läktare. Malecki vann via enhälligt domslut.

## Tävlingsfacit

### MMA
| Resultat | Facit | Motståndare           | Metod                   | Evenemang                             | Datum        | Rond | Tid  | Plats               | Notering |
| -------- | ----- | --------------------- | ----------------------- | ------------------------------------- | ------------ | ---- | ---- | ------------------- | -------- |
| Vinst    | 1-0   | Duda Santana (BRA)    | Submission (rear-naked) | UFC Fight Night: Gustafsson vs. Smith | 1 juni 2019  | 2    | 1:59 | Stockholm, Sverige  |          |
| Vinst    | 2-0   | Veronica Macedo (VEN) | Domslut (enhälligt)     | UFC Fight Night: Lee vs. Oliveira     | 14 mars 2020 | 3    | 5:00 | Brasilia, Brasilien |          |

#### Uppvisnings-MMA
| Resultat | Facit | Motståndare       | Metod               | Evenemang                      | Datum        | Rond | Tid  | Plats              | Notering |
| -------- | ----- | ----------------- | ------------------- | ------------------------------ | ------------ | ---- | ---- | ------------------ | -------- |
| Förlust  | 0-1   | Leah Letson (BRA) | Domslut (enhälligt) | The Ultimate Fighter Säsong 28 | 26 juli 2018 | 3    | 5:00 | Las Vegas, NV, USA |          |

#### MMA, klass A
| Resultat | Facit | Motståndare       | Metod     | Evenemang            | Datum           | Rond | Tid  | Plats                   | Notering |
| -------- | ----- | ----------------- | --------- | -------------------- | --------------- | ---- | ---- | ----------------------- | -------- |
| Vinst    | 1-0   | Helin Paara (EST) | KO        | IRFA MMA Gala        | 5 juni 2017     | 2    | n/a  | Stockholm, Sverige      |          |
| Vinst    | 2-0   | Faith Davis (USA) | KO        | ExciteFights         | 4 november 2017 | 1    | n/a  | Airway Heights, WA, USA |          |
| Vinst    | 3-0   | Tracy Smith (USA) | KO (slag) | Conquest of the Cage | 2 februari 2018 | 1    | 0:22 | Airway Heights, WA, USA |          |